# Gabriela Míčová

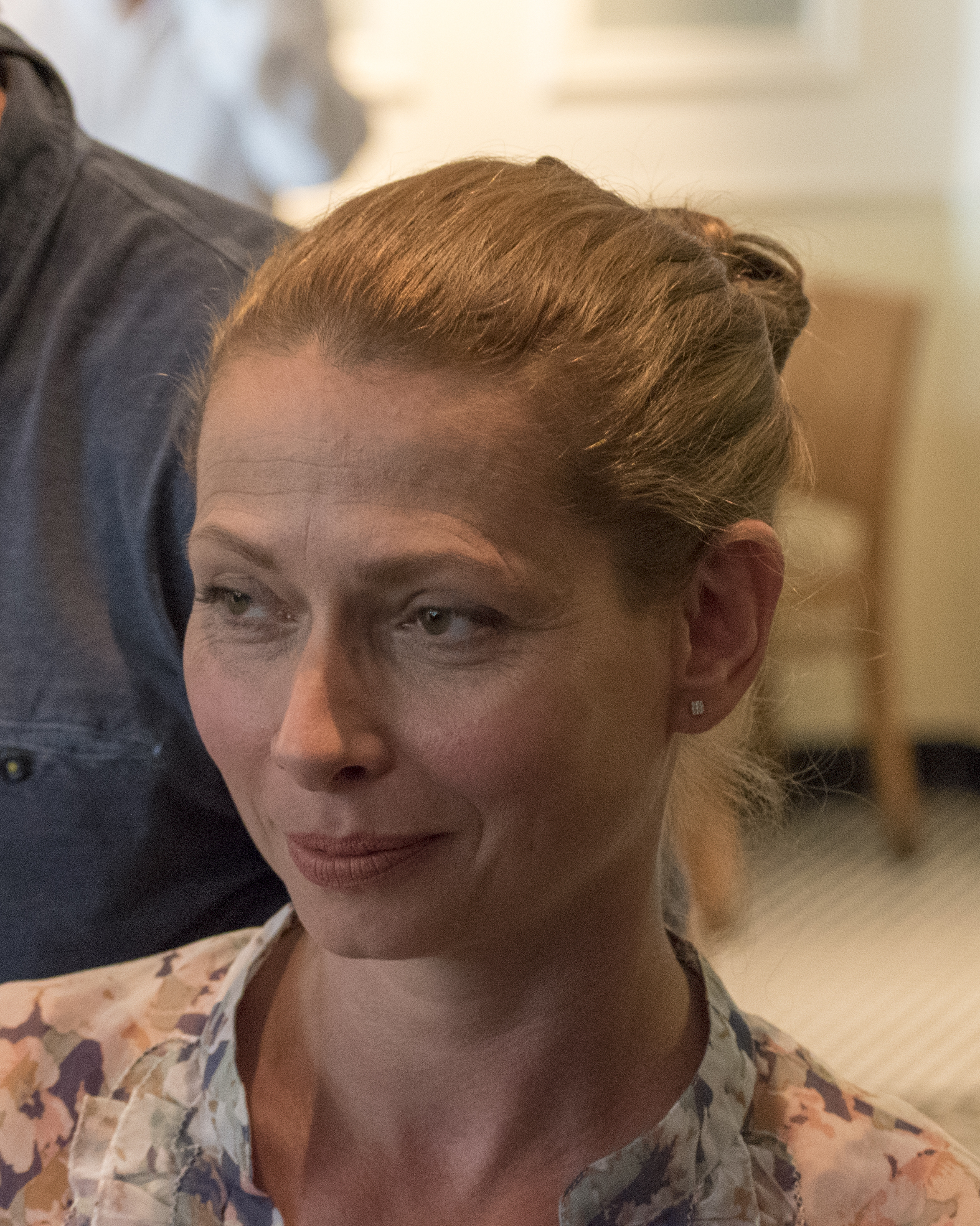
Gabriela Míčová im Jahr 2017

Gabriela Míčová (* 25. Februar 1975 in Prostějov, Tschechoslowakei) ist eine tschechische Schauspielerin.

## Leben
Gabriela Míčová wurde 1975 in Prostějov geboren, wuchs dann in Vyškov auf und absolvierte zunächst eine Ausbildung zur Krankenschwester an einer medizinischen Fachschule. Sie hat später auch ein Jahr in ihrem Beruf als Krankenschwester auf Station gearbeitet. Das erste Mal eindrücklich Kontakt zum Theater hatte sie bei einem Besuch im Brünner Divadlo Husa na provázku (Theater Gans an der Schnur). Um Schauspielerin zu werden, bewarb sie sich an der Janáček-Akademie für Musik und Darstellende Kunst Brünn (JAMU). Sie wurde jedoch nicht aufgenommen und ging deswegen für zwei Jahre an eine private Schauspielschule in Šumperk. Dann bewarb sie sich erfolgreich an der Theaterfakultät der Akademie der Musischen Künste in Prag (DAMU), wo sie 2002 ihr Schauspielstudium abschloss. Einer ihrer Lehrer war der Schauspieler Boris Rösner. Für ihre Leistungen während des Studiums wurde sie mit dem Fakultätspreis Cena děkanky DAMU ausgezeichnet.
Míčová ging nach dem Studium für ein festes Engagement an das Prager Divadlo Komedie (Komedie Theater), an dem sie bis zu seiner Schließung 2012 spielte. Seitdem ist sie als freiberufliche Schauspielerin in Theater und Film tätig. Sie hatte auch einige Gastspiele im Ausland. So spielte sie unter anderem am Deutschen Theater in Berlin in Dušan David Pařízeks Inszenierung von Die Verwirrungen des Zöglings Törleß, wofür sie Deutsch gelernt hat. Für das Theaterstück Odpad město smrt, in dem sie die Prostituierte Romi spielt, wurde sie mit dem Cena Thálie („Thalia-Preis“) als Beste Schauspielerin ausgezeichnet. Grundlage war das Drehbuch Der Müll, die Stadt und der Tod von Rainer Werner Fassbinder. Regisseur Jan Hřebejk verfilmte das Stück 2012 mit Míčová in der Hauptrolle. Für ihre Leistung in dem Film wurde sie im darauffolgenden Jahr mit dem Český lev („Böhmischer Löwe“) als Beste Hauptdarstellerin ausgezeichnet.

## Filmografie
- 2012: Odpad město smrt
- 2016: I, Olga (Já, Olga Hepnarová)
- 2024: Trockenzeit (Sucho)

## Auszeichnungen
- 2013: Český lev – Beste Hauptdarstellerin (in dem Film Odpad město smrt)[4]